# Steffen Tigges
Steffen Tigges (Osnabrück, 31 de julio de 1998) es un futbolista profesional alemán que juega como delantero en el SC Paderborn 07 de la 2. Bundesliga.

## Trayectoria

### Inicios
Steffen Tigges comenzó a jugar fútbol en el TuS Glane, un equipo de barrio. Ahí estuvo hasta el año 2011, el año donde llegó al equipo juvenil del VfL Osnabrück. Estuvo en las categorías inferiores del club hasta 2013, cuando fue ascendido al equipo sub-17 del VfL Osnabrück.

### VfL Osnabrück
Debutó con el primer equipo el 12 de diciembre de 2015 contra el Erzgebirge Aue, el partido terminaría 0-0, entró en el partido en el minuto 76 sustituyendo a Marcos Álvarez, al final del partido en el minuto 90 tuvo que ser sustituido por una lesión. El 14 de mayo de 2016 marcaría su primer gol contra el Fortuna Köln en el minuto 57.
En la temporada 2018-19, Steffen Tigges ganaría la 3. Liga, el primer título de su carrera. Luego de no poder asentarse en el equipo, Steffen Tigges tomó la opción de buscar otro club.

### Borussia Dortmund
Para la temporada 2019-20 Steffen Tigges ficharía por el Borussia Dortmund II. Jugaría el primer partido con su nuevo club el 26 de julio de 2019 en la derrota 2-1 contra el Rot-Weiss Essen. Su primer gol con el Borussia Dortmund II sería contra el Sportfreunde Lotte, en la victoria 2-1, Steffen marcaría el segundo gol del partido. Esa temporada Steffen acabaría marcando 9 goles y dando 10 asistencias para el club.
En la siguiente temporada marcaría un gol en la primera fecha del campeonato contra el Alemannia Aachen. Luego de jugar con el segundo equipo, llevando hasta ese momento 12 goles en la temporada, jugaría su primer partido con el primer equipo del Borussia Dortmund el 22 de diciembre de 2020 contra el Eintracht Braunschweig en la Copa de Alemania, debido a la lesión de Erling Haaland y Youssoufa Moukoko. El 3 de enero de 2021 jugó su primer partido por la Bundesliga contra el VfL Wolfsburgo, Steffen entró en el minuto 81 sustituyendo a Erling Haaland y el encuentro terminaría con una victoria 2-1. El 21 de enero de 2021 el Borussia Dortmund informó que firmaría un contrato que lo tendría vinculado con el club hasta 2024. El 14 de abril del 2021 hizo su debut por Liga de Campeones de la UEFA contra el Manchester City en los cuartos de final del torneo, entrando en el minuto 81 sustituyendo a Mateu Morey; el encuentro terminaría en derrota 2-1 y por lo tanto el Borussia Dortmund quedó eliminado del torneo.

## Selección nacional
Steffen Tigges ha sido internacional con la selección de Alemania sub-19 y sub-20, ha sido nominado 5 veces en todas esas categorías y su último partido para la selección sub-20 fue el día 14 de noviembre de 2017 contra la selección de Inglaterra sub-20, entrando en el minuto 84 por David Raum.

## Estadísticas

### Clubes
Actualizado al último partido disputado el 25 de octubre de 2024.
| Club                            | Div.          | Temporada     | Liga  | Liga  | Liga   | Copas nacionales | Copas nacionales | Copas nacionales | Copas internacionales | Copas internacionales | Copas internacionales | Total | Total | Total  |
| Club                            | Div.          | Temporada     | Part. | Goles | Asist. | Part.            | Goles            | Asist.           | Part.                 | Goles                 | Asist.                | Part. | Goles | Asist. |
| ------------------------------- | ------------- | ------------- | ----- | ----- | ------ | ---------------- | ---------------- | ---------------- | --------------------- | --------------------- | --------------------- | ----- | ----- | ------ |
| VfL Osnabrück · Alemania        | 3.ª           | 2015-16       | 12    | 1     | 0      | —                | —                | —                | —                     | —                     | —                     | 12    | 1     | 0      |
| VfL Osnabrück · Alemania        | 3.ª           | 2016-17       | 16    | 0     | 0      | —                | —                | —                | —                     | —                     | —                     | 16    | 0     | 0      |
| VfL Osnabrück · Alemania        | 3.ª           | 2017-18       | 27    | 1     | 2      | —                | —                | —                | —                     | —                     | —                     | 27    | 1     | 2      |
| VfL Osnabrück · Alemania        | 3.ª           | 2018-19       | 25    | 2     | 0      | —                | —                | —                | —                     | —                     | —                     | 25    | 2     | 0      |
| VfL Osnabrück · Alemania        | Total club    | Total club    | 80    | 4     | 2      | 0                | 0                | 0                | 0                     | 0                     | 0                     | 80    | 4     | 2      |
| Borussia Dortmund II · Alemania | 4.ª           | 2019-20       | 25    | 9     | 0      | —                | —                | —                | —                     | —                     | —                     | 25    | 9     | 0      |
| Borussia Dortmund II · Alemania | 4.ª           | 2020-21       | 35    | 22    | 0      | —                | —                | —                | —                     | —                     | —                     | 35    | 22    | 0      |
| Borussia Dortmund II · Alemania | 3.ª           | 2021-22       | 3     | 2     | 0      | —                | —                | —                | —                     | —                     | —                     | 3     | 2     | 0      |
| Borussia Dortmund II · Alemania | Total club    | Total club    | 63    | 33    | 0      | 0                | 0                | 0                | 0                     | 0                     | 0                     | 63    | 33    | 0      |
| Borussia Dortmund · Alemania    | 1.ª           | 2020-21       | 6     | 0     | 0      | 1                | 0                | 0                | 1                     | 0                     | 0                     | 8     | 0     | 0      |
| Borussia Dortmund · Alemania    | 1.ª           | 2021-22       | 9     | 3     | 0      | 2                | 0                | 0                | 4                     | 0                     | 0                     | 15    | 3     | 0      |
| Borussia Dortmund · Alemania    | Total club    | Total club    | 15    | 3     | 0      | 3                | 0                | 0                | 5                     | 0                     | 0                     | 23    | 3     | 2      |
| F. C. Colonia II · Alemania     | 4.ª           | 2022-23       | 2     | 0     | 1      | —                | —                | —                | —                     | —                     | —                     | 2     | 0     | 1      |
| F. C. Colonia II · Alemania     | Total club    | Total club    | 2     | 0     | 1      | 0                | 0                | 0                | 0                     | 0                     | 0                     | 0     | 0     | 0      |
| F. C. Colonia · Alemania        | 1.ª           | 2022-23       | 30    | 6     | 1      | 0                | 0                | 0                | 7                     | 1                     | 0                     | 37    | 7     | 1      |
| F. C. Colonia · Alemania        | 1.ª           | 2023-24       | 25    | 3     | 0      | 1                | 0                | 0                | —                     | —                     | —                     | 26    | 3     | 0      |
| F. C. Colonia · Alemania        | 2.ª           | 2024-25       | 7     | 0     | 0      | 1                | 0                | 0                | —                     | —                     | —                     | 8     | 0     | 0      |
| F. C. Colonia · Alemania        | Total club    | Total club    | 62    | 9     | 1      | 2                | 0                | 0                | 7                     | 1                     | 0                     | 71    | 10    | 1      |
| Total carrera                   | Total carrera | Total carrera | 222   | 49    | 4      | 5                | 0                | 0                | 12                    | 1                     | 0                     | 239   | 50    | 4      |

## Palmarés

### Títulos nacionales
| Título            | Club                 | País     | Año     |
| ----------------- | -------------------- | -------- | ------- |
| 3. Liga           | VfL Osnabrück        | Alemania | 2018-19 |
| Regionalliga West | Borussia Dortmund II | Alemania | 2020-21 |
| Copa de Alemania  | Borussia Dortmund    | Alemania | 2020-21 |